# CeCILL
CeCILL (da CEA CNRS INRIA Logiciel Libre) è una licenza per software libero adatta sia al diritto internazionale che a quello francese, che si mantiene nel solco della GNU General Public License, con cui è compatibile.
La licenza è stata redatta congiuntamente da alcuni enti francesi: il Commissariat à l'Énergie Atomique (Commissione per l'Energia Atomica), il Centre national de la recherche scientifique (Centro Nazionale per la Ricerca Scientifica) e l'Inria (Istituto Nazionale per la Ricerca sull'Informatica e l'Automatica). È stata presentata il 5 luglio 2004, durante una conferenza stampa congiunta tenuta dalla CEA, dal CNRS e dall'INRIA.
La licenza si è guadagnata il supporto del più importante Linux User Group francese, ed è candidata all'adozione a livello europeo.

## CeCILL 2
La seconda versione della licenza è stata sviluppata a seguito di un lavoro congiunto fra la French speaking Linux and Libre Software Users' Association, l'Association pour la Promotion et la Recherche en Informatique Libre e la Free Software Foundation, ed è stata resa disponibile il 21 maggio 2005. Secondo la FAQ della CeCILL, non ci sono particolari differenze nello spirito della licenza rispetto alla prima versione, mentre ve ne sono per quel che riguarda i termini.
La differenza più significativa rispetto alla prima versione è il fatto che il testo in inglese non è stato approvato come bozza di traduzione (come in CeCILL v1), ma come testo autentico, accanto alla versione francese (cosa che rende la licenza CeCILL più facile da far valere a livello internazionale, dal momento che il costo di una traduzione autentica valida in una qualunque tribunale internazionale sarà certamente inferiore al passato, con l'aiuto di un secondo testo di riferimento autentico, se detto tribunale richiede, prima di prendere una decisione, una traduzione autentica in una delle lingue officiali della nazione). Molte corti nel mondo possono decidere sulla base di un testo autentico in inglese già approvato da tutte le parti, senza che sia richiesta una traduzione aggiuntiva (l'approvazione di una traduzione da parte di una terza parte è costosa: anche se una traduzione viene approvata nel corso di un processo. essa non può essere direttamente utilizzati in un altro caso senza che prima ci si accordi entrambi su un testo tradotto comune).
La seconda differenza è il fatto che l'ancoraggio alla seconda versione della GNU GPL, con la quale la CeCILL v2 è adesso del tutto compatibile, è definito esplicitamente con precisione usando il suo titolo esatto e il nome esatto della Free Software Foundation, per evitare ogni possibile successiva modifica dei termini della GPL v2. Alcune definizioni aggiuntive sono state inserite per definire più precisamente i termini e rimuovere alcune ambiguità. Con questi cambiamenti, la CeCILL ora è completamente utilizzabile secondo le regole WIPO, e secondo la legge francese, senza i problemi legali che affliggono ancora la GPLv2 fuori dagli USA. In altre parole, la CeCILL rafforza la validità della licenza GPLv2 a livello internazionale definendo molti punti ambigui, senza perdere la compatibilità.

## Protezione internazionale ed approvazione delle licenze CeCILL
Si noti che la CeCILL v1 permetteva già di sostituire una licenza v1 con una v2, perciò tutto il software distribuito secondo la licenza CeCILL v1 nel 2004 può essere ridistribuito con CeCILL v2, i cui termini sono validi non solo in Francese ma in Inglese.
Il fatto che sia protetta da centri di ricerca pubblici di grande importanza (in Francia l'INRIA, un membro fondatore del consorzio internazionale W3C, e la CEA che gestisce l'energia atomica) che la usano per pubblicare il loro software libero e open source, e da organismi governativi prioritari (che sono attivi nel campo dell'esercito e dei sistemi di difesa) fornisce molta più sicurezza rispetto alla GPL da sola, dal momento che la licenza è supportata ufficialmente da un governo membro a pieno titolo del WIPO, e da una legge dello stato. Questo significa che tutti i trattati internazionali relativi alla protezione del diritto d'autore si applicano ai prodotti distribuiti sotto licenza CeCILL, ed, hanno, perciò validità legale in tutti gli stati che abbiano firmato un qualunque trattato internazionale protetto dal WIPO.
CeCILL è stata approvata come licenza "Free Software" dalla FSF, insieme alla quale i fondatori del progetto CeCILL hanno lavorato. La versione 2.1 è approvata come licenza "Open Source" dalla Open Source Initiative.

## Altre licenze CeCILL
Il progetto CeCILL fornisce anche due altre licenze:
- CeCILL-B, che è completamente compatibile con licenze stile BSD (BSD, X11, MIT, ...) che hanno un forte requisito di attribuzione (cosa che va molto oltre una semplice notifica di copyright), normalmente non permesso dalla GPL (che lo descrive come requisito di pubblicità); questa licenza può essere incompatibile con la licenza CeCILL originale, se vengono integrate componenti stile BSD, a meno che il software non usi uno schema di licenza doppia e sia conforme ai termini di licenza di tutte le componenti incorporate.
- CeCILL-C, per "componenti" software, che è completamente compatibile con la licenza LGPL della FSF.

Queste due licenze sono state create per rendere valide a livello internazionale secondo le regole WIPO una licenza stile BSD e la LGPL.
Sebbene le tre licenze CeCILL siano state sviluppate ed usate per sistemi di ricerca strategici francesi (nel campo della difesa, dei veicoli spaziali, della ricerca medica, della meteorologia e della climatologia, e in svariati campi della fisica elementare ed applicata), esse sono state create per essere usate anche dal grande pubblico da una qualunque aggregazione, con o senza scopo di lucro, inclusi altri governi, semplicemente perché queste componenti software hanno bisogno, usano o sono integrati con altre componenti o altri sistemi che sono stati distribuiti con licenze open source o libere, e vengono gestite da aziende commerciali.
Senza queste licenze, questi sistemi non avrebbero potuto essere costituiti ed utilizzati, non essendo al sicuro da diverse dispute internazionali sui brevetti. A causa degli elevatissimi costi di questi sistemi strategici francesi, uno schema di licenza molto forte era assolutamente necessario perché fosse possibile proteggere questi investimenti da pretese illegittime avanzate da terze parti. Uno dei primi bisogni fu quello di rendere le ben note licenze open-source e libere completamente compatibili e protette dalla legge Francese e da molti trattati internazionali ratificati dalla Francia.

## Giurisdizione di competenza e validità internazionale dei termini della licenza secondo i tribunali
Si noti che il riferimento esplicito alla legge francese e ad un tribunale francese nelle licenze CeCILL non è limitativo per gli utenti, che possono comunque scegliere una giurisdizione di loro gradimento di comune accordo per risolvere qualunque problema in cui possano incorrere. Tale riferimento verrà utilizzato solo se non è possibile una decisione mutuale; questo risolve immediatamente il problema delle competenze (cosa che la GPL non risolve in maniera pulita, a meno che entrambe le parti in causa non si trovino negli USA).
Per esempio, se un licenziatario ed un licenziante che risiedono entrambi negli USA si fanno causa, possono scegliere una giurisdizione statunitense per il giudizio (ma se le parti si trovano in stati diversi degli USA e non si mettono d'accordo per una corte di competenza in uno degli stati, potranno trovare una corte federale competente, o, in ultima istanza, un tribunale di Parigi).
I costi delle procedure giudiziarie in Francia sono spesso molto più bassi che negli USA, ma esse potrebbero durare abbastanza a lungo: perciò è ancora più vantaggioso per entrambe le parti scegliere insieme una corte competente per tutte le loro cause, prima che venga coinvolta quella francese. Ad ogni modo, le decisioni di una Corte del Commercio Francese sono valide a livello internazionale in tutti i paesi membri WIPO, secondo i trattati stipulati.
Si noti che, in molti casi, la durata (e l'elevato costo) delle procedure legali è il risultato dell'incapacità di trovare e di provare l'effettiva competenza di una giurisdizione (cosa che la GPLv2 ha dimenticato di specificare; questo significa che le parti vincolate da una licenza GPLv2 devono sempre, per prima cosa, trovare un accordo, o, comunque, essere in grado di provare la competenza di una corte prima che una qualunque decisione possa essere presa ed applicata, e questo è un rischio intrinseco dell'attuale GPLv2 i cui conseguenti costi a lungo termine non sono stati quantificati).